# Prince's Skating Club
Il Prince's Skating Club era un impianto per l'hockey su ghiaccio a Knightsbridge nell'area di Londra, Inghilterra.
Venne aperto in Montpelier Square il 7 novembre 1896 dallo Princes Sporting Club e operò solamente per i soci iscritti, ospitando l'élite della Gran Bretagna nel pattinaggio su ghiaccio.
Quello del Prince's era il secondo campo più grande d'Inghilterra dopo quello di Stockport, con una dimensione di 210 x 52 piedi. Questo ne fece un luogo ideale per la pratica dell'hockey.
Il Princes Ice Hockey Club fu fondato alla fine del 1896 e iniziò a giocare partite amichevoli agli inizi dell'anno successivo; in origine sfidò le tre squadre allora esistenti in Inghilterra: Niagara, Brighton e Royal Engineers.
Nel 1900 il campo ospitò il primo Ice Hockey Varsity Match, sebbene Oxford volle che si giocasse con bastoni sagomati e una palla da lacrosse. L'anno successivo il Varsity Match si tenne nuovamente, stavolta usando un paleo e pattini da hockey.
Nel 1902 furono fondati i London Canadians come seconda squadra del campo. Loro ed i Princes parteciparono alla prima lega europea, dove sfidarono Argyll e l'Amateur Skating Club, entrambi con sede all'Hengler's Ice Rink, e la Cambridge University. La lega partì nel novembre 1903 e dopo 8 partite finì nel febbraio 1904. I Canadians vinsero il torneo, con i Princes secondi.
La lega non ebbe seguito perché Hengler's chiuse. I Princes invece intraprese tour europei, mentre squadre come Sporting Club Lyon, Brussels Club des Patineurs e C. P. P. Paris ricambiarono con trasferte a Londra. Nel 1908 la partita contro i Paris fu la prima in Gran Bretagna con le regole della Ligue Internationale de Hockey sur Glace.
Più tardi nel 1908 al Prince's furono ospitate le gare di pattinaggio di figura dei Giochi Olimpici, unica occasione nella storia in cui una gara olimpica sul ghiaccio si sia tenuta in Gran Bretagna.
Nel marzo 1910 si tenne qui il primo incontro Inghilterra-Scozia, ma ogni competizione sportiva si dovette fermare poco dopo per lo scoppio della prima guerra mondiale. Nonostante ciò, in questo impianto venne fondata nel 1914 la British Ice Hockey Association.
Il campo chiuse nell'estate 1917, i suoi edifici furono utilizzati più tardi dalla Daimler Hire e infine demoliti.